# Cyril Stackell

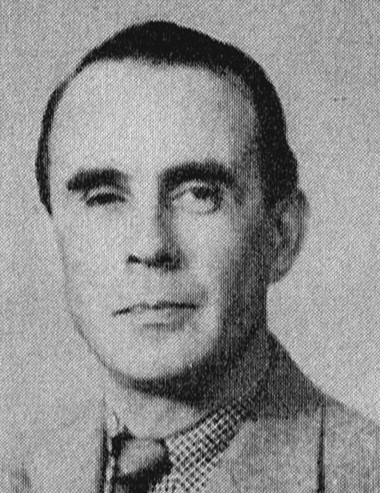
Cyril Stackell.

Cyril Lars Fredrik Stackell, född 18 december 1903 i Åbo, död 20 januari 1964 i Söderhamn, var en svensk arkitekt. Han var son till Lenny Stackell
Efter studentexamen i Stockholm 1922 utexaminerades Stackell från Kungliga Tekniska högskolan 1928 och från Kungliga Konsthögskolan 1934. Han företog studieresor i Finland, Tyskland, Storbritannien, Frankrike och Italien. 
Stackell var anställd hos arkitekten Cyrillus Johansson 1928–29, arkitekten Jakob Hebert 1929–31, arkitekten Carl-Otto Hallström 1931–32, byggnadsrådet David Dahl 1934–36, Byggnadsstyrelsens kulturhistoriska avdelning 1937 och assistent vid länsarkitektkontoret i Gävleborgs län 1937–42. Han blev stadsarkitekt i Söderhamn och Bollnäs 1942, tillika i Hudiksvall och Ljusdal 1943–47. Han var också byggnadskonsulent i Ovanåkers landskommun från 1947.
Stackell bedrev egen arkitektverksamhet från 1932, bedrev omfattande arkitekturhistorisk uppmätning (i bland annat Uppsala, Visby och Tyresö), och ritade ett laboratorium för Nitroglycerin AB i Gyttorp, bilverkstäder i Söderhamn och Ljusdal, kommunalhus för Bollnäs landskommun i Säversta (1954), ett flertal pensionärshem i Hälsingland och Ångermanland, hyreshus i Stockholm, Gävle, Söderhamn, Hudiksvall och Ljusdal samt bland annat skolor och villor.
Efter Stackells bortgång övertogs hans arkitektkontor av Heino Krabu.